# Împotriva voinței lor
Împotriva voinței lor... O istorie și geografie a migrației forțate în URSS este un studiu istoric al lui Pavel Polian, carte publicată de Societatea Memorial. Este primul studiu cuprinzător al migrațiilor forțate în masă în cadrul Uniunii Sovietice. Cartea este bazată pe materiale publicate și date de arhivă desecretizate. 
Cuprinsul oferă un o idee asupra conținutului. 

## Cuprinsul
- Introducere
- Migrațiile forțate:preistorie și clasificare
  - Migrațiile forțate mai înainte de Hitler și Stalin
  - Migrațiile forțate și al doilea război mondial
  - Clasificarea migrațiilor forțate
- Partea I. Migrațiile forțate în interiorul uniunii
  - Migrațiile forațe mai înainte de al doilea război mondial (1919-1939)
    - Primele deportări sovietice și strămutări din 1919-1929
    - Deculakizarea și exilarea kulacilor din 1930-1931
    - Exilarea kulacilor și consecințele foametei din 1932-1934
    - Curățarea frontierelor și alte migrații forțate din 1934-1939

  - Migrațiile forțate în timpul și după al doilea război mondial (1939-1953)
    - Deportările selective din teritoriile Poloniei, statelor baltice și României din 1939-1941
    - Deportările totale preventive ale germanilor, finlandezilor și grecilor din 1941-1942
    - Deportările totale de "pedepsire" ale popoarelor din nordul Caucazului și Crimeea din  1943-1944
    - Deportările forțate preventive din Transcaucazia și alte deportări până la sfârșitul războiului, 1944-1945
    - Migrații forțate compensatorii din 1941-1946
    - Deportări etnice și altele din 1949-1953

  - Geografia așezărilor oamenilor deportați și procesul reabilitării lor în URSS
- Partea a II-a. Migrațiile forțate internaționale 
  - Internarea și deportarea civililor germani în URSS
  - Munca și repatrierea civililor germani din țările europene
- Concluzii: Scara geografico-demografică și consecințele migrațiilor forțate în URSS